# Serdinya
Serdinya en francés y oficialmente, Serdinyà en catalán, es una pequeña localidad y comuna francesa, situada en el departamento de Pirineos Orientales en la región de Languedoc-Rosellón y comarca histórica del Conflent. Se encuentra atravesada por el río Têt. 
A sus habitantes se les conoce por el gentilicio de serdinyencs en francés y catalán.

## Demografía
| 251 | 307 | 271 | 233 | 213 | 233 |
| Para los censos de 1962 a 1999 la población legal corresponde a la población sin duplicidades (Fuente: INSEE [Consultar]) |     |     |     |     |     |